# Kurzschwanzpapagei
Der Kurzschwanzpapagei (Graydidascalus brachyurus) ist ein im Amazonasgebiet verbreiteter Neuweltpapagei. Er lebt in den Varzea- und Sekundärwäldern an den Ufern des Amazonas und seiner großen Nebenflüsse und bevorzugt dabei zeitweise überflutete oder sumpfige Gegenden. Nicht periodisch überflutete Regenwälder (Terra Firma) werden gemieden. Die im Osten lebenden Tiere werden von einigen Autoren als Unterart G. b. insulus von der Nominatform G. b. brachyurus unterschieden. Neben dem Blaubauchpapagei gilt er als der am wenigsten bekannte Papagei Südamerikas.

## Merkmale
Kurzschwanzpapageien ähneln Amazonen und haben wie diese eine grüne Grundfarbe. Die Flügelfedern sind gelb gesäumt, Teile des Flügelrandes und der Schwanzbasis sind rot. Um die Augen befindet sich eine nackte Zone grauer Haut, die Iris ist dunkelrot, der Schnabel schwärzlich, die Wachshaut, die Zügel (der Bereich zwischen Schnabel und Auge) und die Füße sind grau. Namensgebend ist ihr auffallend kurzer Schwanz.
Jungvögel gleichen den Alttieren. Ihre Schanzbasis und die Flügelränder zeigen aber noch keine rote Farbe.

## Lebensweise und Ernährung
Kurzschwanzpapageien leben in größeren Gruppen und halten sich vor allem in Bäumen in Flussnähe auf. Am Abend versammeln sie sich lautstark mit vielen Artgenossen und anderen Papageien auf Bäumen am Ufer und auf Flussinseln. Kurzschwanzpapageien ernähren sich von Nüssen, Samen, Früchten und Beeren. Auch Obstplantagen, in denen z. B. Guaven angebaut werden, werden von den Vögeln aufgesucht.

## Fortpflanzung
Über die Fortpflanzung der Art ist nur wenig bekannt. Im Osten Brasilien wurden im September Brutkolonien beobachtet. Die Eier von in Gefangenschaft gehaltenen Exemplaren hatten die Maße 21,7 – 27,5 × 30,5 – 32,9 mm.